# Trasporti in Estonia

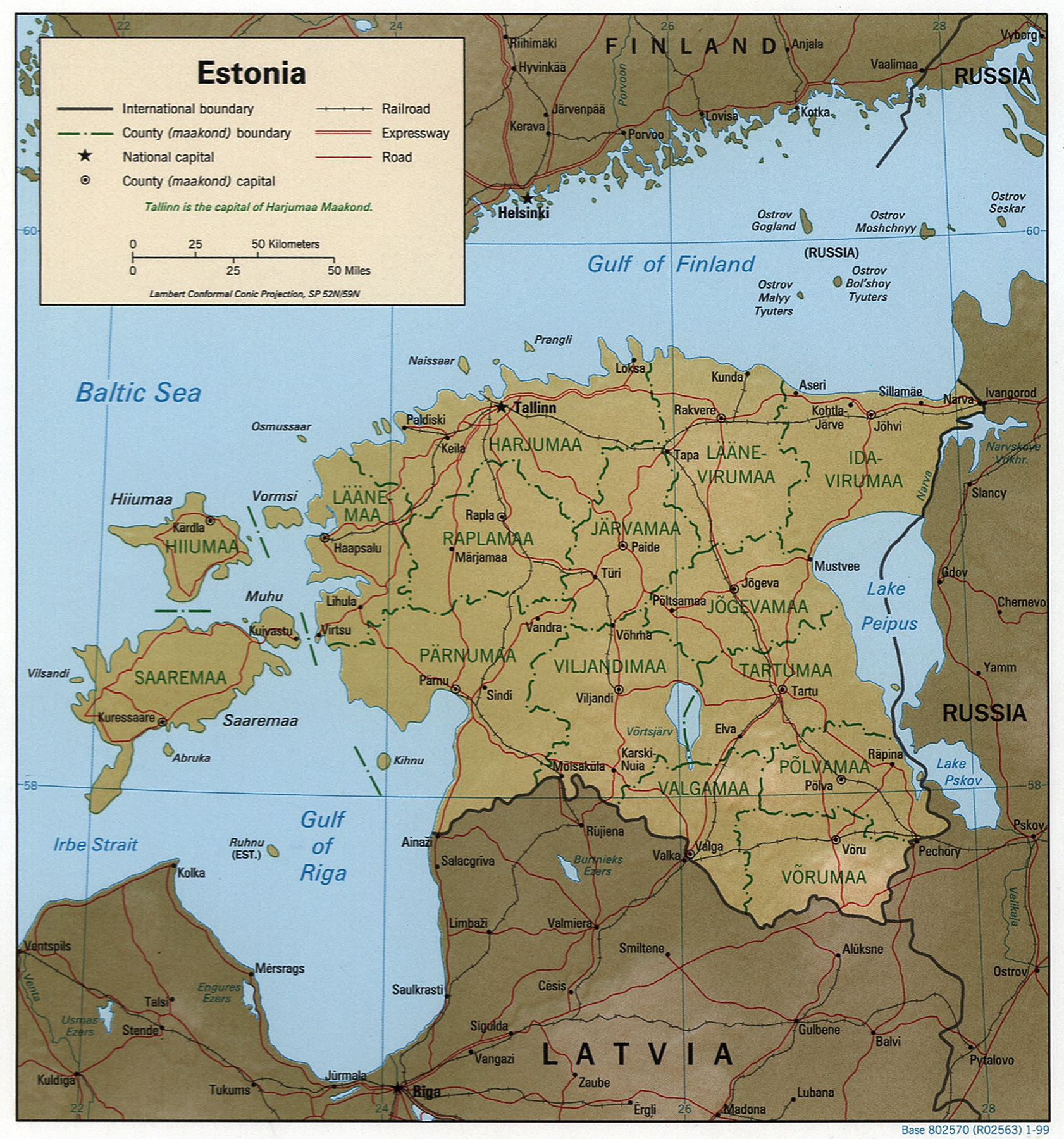
Estonia: carta geopolitica con rete ferroviaria e stradale

Questa voce raccoglie le principali tipologie di trasporti in Estonia.

## Trasporti su rotaia

### Rete ferroviaria

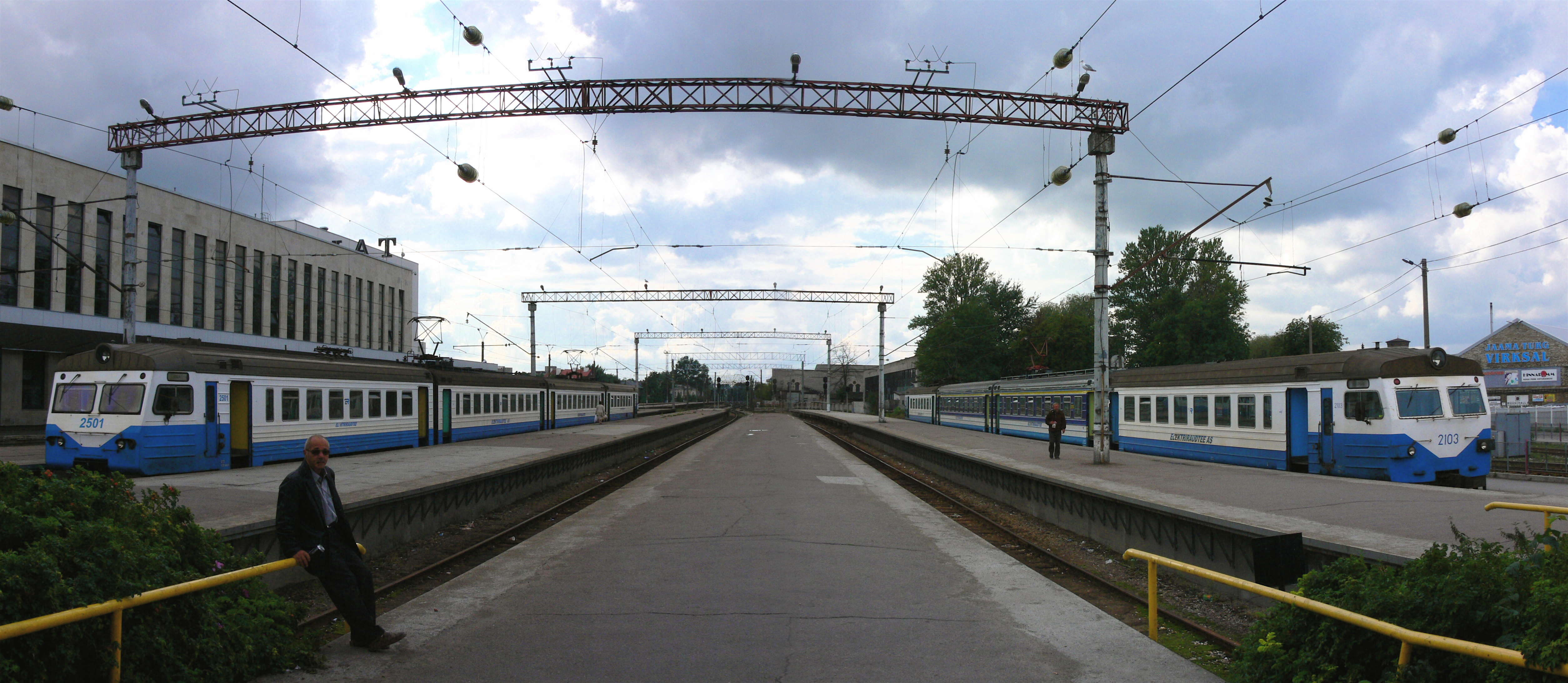
Stazione ferroviaria di Tallinn

In totale: 2146 km di linee ferroviarie, di cui 1510 pubbliche (dati del 2016).
- scartamento di 1520 o 1524 mm:  2146 km, 132 km dei quali elettrificati[1]
- collegamento a reti estere contigue
  - senza cambio di scartamento: Lettonia e Russia.

Fra i gestori di linee ferroviarie, il più importante è l'Eesti Raudtee.

### Reti metropolitane
Non sono presenti metropolitane.

### Reti tranviarie

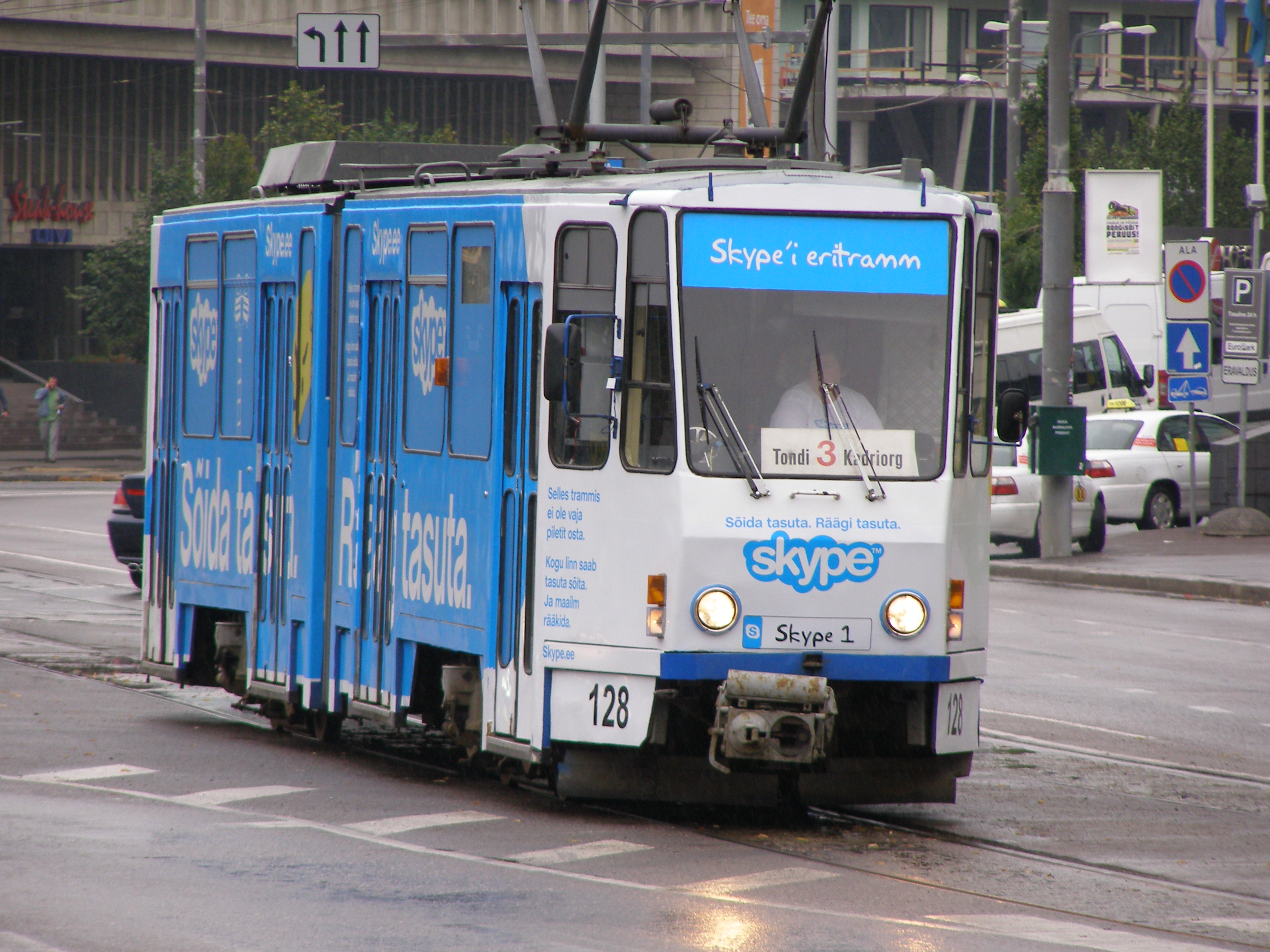
Tram nel centro di Tallinn

A Tallinn, capitale dell'Estonia, sono presenti tranvie per quasi 17 km, gestiti dal TTTK con poco più di cento vetture, distribuite su cinque linee.

## Trasporti su strada
L'Estonia è attraversata da nord a sud dalla "Via Baltica" (E67). Altre strade europee che attraversano l'Estonia sono l'E20, l'E77, l'E263, l'E264 e l'E265.

### Rete stradale
Strade pubbliche: in totale 58.412 km (dati del 2011)
- asfaltate: 10.427 km (inclusi 1062 chilometri di "strade nazionali", di cui 175 km classificabili come autostrade o strade di 1ª classe)
- in "terra battuta": 47.985 km

### Reti filoviarie
Un unico sistema filoviario è presente a Tallinn, gestito come per i tram, dal TTTK.

### Autolinee

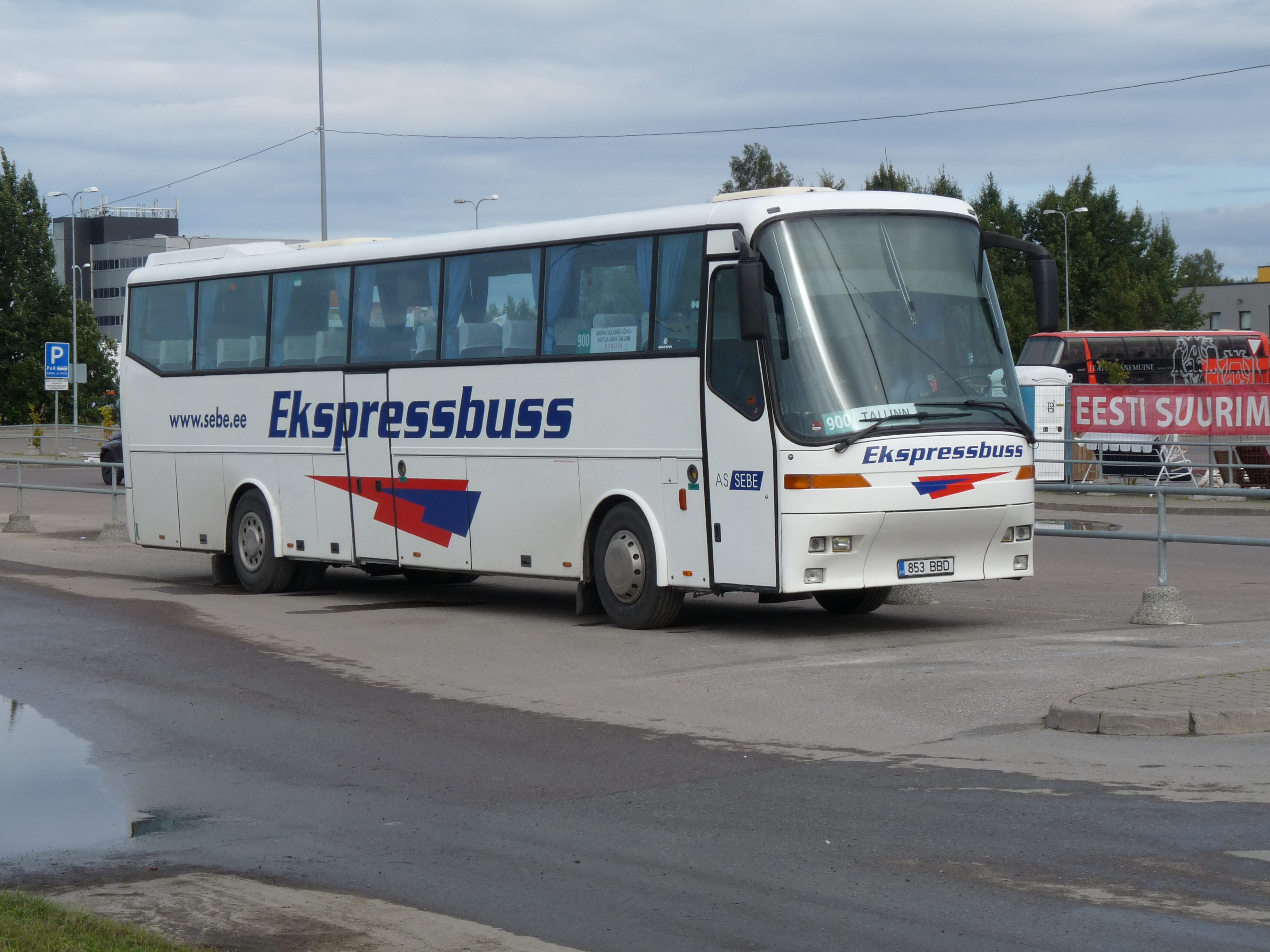
SEBE autobus

In tutte le zone abitate sono presenti aziende pubbliche e private che gestiscono trasporti urbani, suburbani, interurbani e turistici esercitati con autobus; a Tallinn il gestore è il TAK.

## Idrovie
Sono presenti 320 km (2011) di acque perennemente navigabili, e 69 navi di marina mercantile.

## Porti e scali
Il porto di Tallinn, suddiviso in quattro aree, è il secondo porto del Baltico orientale in termini di traffico di container, dopo San Pietroburgo, in Russia, mentre è il terzo per movimentazione di cargo, dopo Primorsk e San Pietroburgo. In effetti il porto russo di Primorsk sta crescendo rapidamente nel traffico di petrolio e prodotti energetici, sottraendo movimento a Tallinn ed agli altri porti baltici.
Per il trasporto passeggeri Tallink ricopre il ruolo leader.

### Sul mar Baltico
- Haapsalu, Kunda, Muuga
- Paldiski, Pärnu, Tallinn, Sillamäe.

## Trasporti aerei

### Aeroporti
In totale: 18 (dati del 2013)
a) con piste di rullaggio pavimentate: 13 (dati 2017)
- oltre 3047 m: 2
- da 2438 a 3047 m: 8
- da 1524 a 2437 m: 2
- da 914 a 1523 m: 1
- sotto 914 m: 0

b) con piste di rullaggio non lastricate: 5 (dati 2013)
- oltre 3047 m: 0
- da 2438 a 3047 m: 0
- da 1524 a 2437 m: 1
- da 914 a 1523 m: 1
- sotto 914 m: 3

### Eliporti
In totale: 1.

## Altro
Al 2016, l'Estonia ha 2360 km di gasdotti.